# 66
Het jaar 66 is het 66e jaar in de 1e eeuw volgens de christelijke jaartelling.

## Gebeurtenissen

### Italië
- Keizer Nero steekt de eerste (gouden!) spade in de grond voor het Kanaal van Korinthe. Tijdens het inwijdingsritueel van Poseidon, beginnen 6000 Joodse dwangarbeiders met de aanleg van het kanaal.
- Gaius Petronius Arbiter, Romeins schrijver, wordt in Cumae gearresteerd en door de Senaat beschuldigd van hoogverraad. Hij pleegt echter voor zijn executie zelfmoord.

### Armenië
- Judas Taddeüs, een apostel van Jezus Christus, sticht het Klooster van Sint-Taddeüs in het noordwesten van Iran.

### Palestina
- Begin van de Joodse Oorlog: In Caesarea breken onlusten uit nadat de Grieken de synagoge hebben ontheiligd. De opstand breidt zich uit naar Jeruzalem, waar het Romeins garnizoen door de Zeloten wordt vernietigd.

### Egypte
- Tiberius Julius Alexander wordt benoemd tot praefectus Alexandriae et Aegypti.

## Overleden
- Claudia Antonia, dochter van keizer Claudius
- Gaius Petronius Arbiter, Romeins schrijver
- Junius Annaeus Gallio, Romeins consul en staatsman